# Daïra de Tamacine
La daïra de Tamacine est une circonscription administrative algérienne située dans la wilaya d'Ouargla. Son chef-lieu est situé sur la commune éponyme de Tamacine.

## Communes
La daïra regroupe les deux communes de Blidet Amor et Tamacine.